# Karl Załuski von Zaluskie
Karl Berhnard Załuski von Zaluskie, in polacco: Karol Bernard Załuski von Zaluskie, indicato anche semplicemente come Karl Załuski (Klaipėda, 20 agosto 1834 – Iwonicz-Zdrój, 8 aprile 1919), è stato un diplomatico, orientalista, linguista e nobile polacco al servizio dell'impero austro-ungarico.

## Biografia
Nato Klaipėda, nell'odierna Lituania, da una nobile famiglia di origini polacche, Karl era figlio di Karol Załuski (1794-1845), uno dei capi rivoluzionari della Rivolta di novembre contro il governo russo che scoppiò in Polonia ed in Lituania nel 1830; sua madre era la principessa Amelia Klaipėda (1805-1858).
Intrapresa la carriera diplomatica al servizio dell'impero austriaco, dal 1859 al 1888 rimase in Egitto come console imperiale e colse l'occasione per approfondire quella che da sempre era la sua forte passione per l'orientalistica. Si interessò in particolare alla lingua ed alla letteratura copta, contribuendo a farla conoscere nel mondo austro-ungarico con la pubblicazione di una serie di volumi a tema. Dal 13 giugno 1878 al 4 marzo 1883 fu ambasciatore imperiale a Tokyo, legazione che gli consentì di ricoprire tra l'altro l'incarico di ambasciatore straordinario in Cina, Giappone e il Siam. Dal 4 marzo 1883 al 26 agosto 1887 fu ambasciatore imperiale nell'Impero persiano.
Morì l'8 aprile 1919 a Iwonicz-Zdrój e venne sepolto nella tomba di famiglia in loco.